# Lemon Squeezer
Der Lemon Squeezer (deutsch Zitronenpresse) ist eine ungewöhnliche Felsformation im Harriman State Park im US-Bundesstaat New York. Sie befindet sich am Fuße des Island Pond Mountain an der Kreuzung des Appalachian Trail, der vor Ort durch weiße Markierungen gekennzeichnet ist, mit dem Arden-Surebridge Trail, dessen Route den Wanderern durch rote Dreiecke angezeigt wird.
Der Trail führt zunächst unter einem gigantischen Felsbrocken vorbei, der unsicher auf anderen Felsen ruht. Nachdem man diesen Punkt passiert hat, wird deutlich, woher der Lemon Squeezer seinen Namen hat: Der Wanderer muss sich plötzlich durch einen Pfad quetschen, der einen Meter hoch sowie 30 Zentimeter breit ist und eine Steigung von 15 Grad aufweist. Dahinter befinden sich weitere interessante Felsformationen: Kiefern wachsen auf einem dünnen Felsdach oberhalb des Pfades (Bild unten rechts).

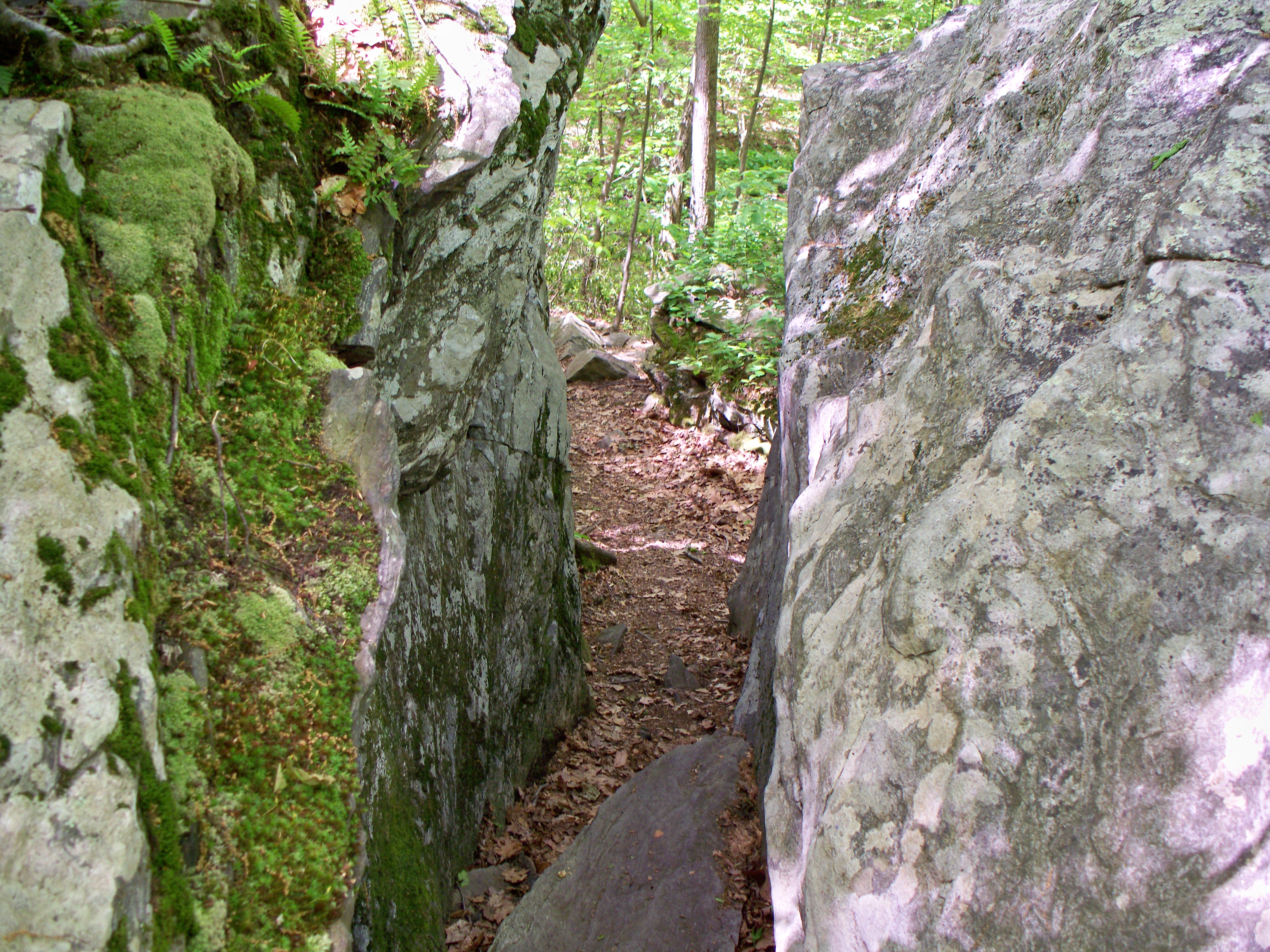
Lemon Squeezer
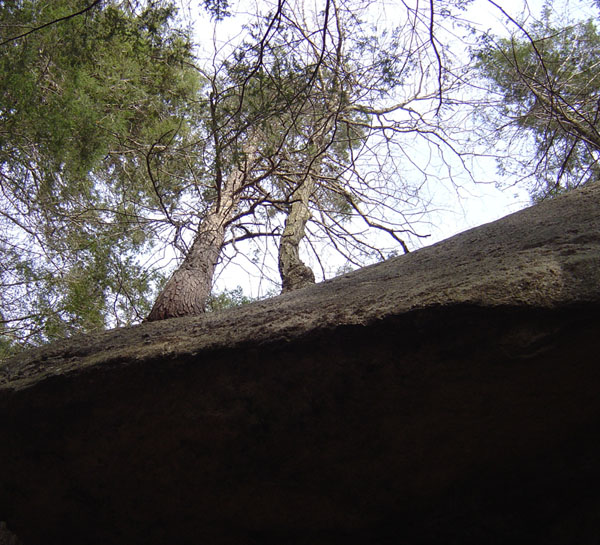
Weymouth-Kiefern oberhalb des Lemon Squeezers

Koordinaten: 41° 15′ 29,4″ N, 74° 8′ 0,1″ W